# Остроруг
Остроруг (пол. Ostroróg, нім. Scharfenort) — місто в західній Польщі, на озері Велике.

## Демографія
Демографічна структура станом на 31 березня 2011 року:
|          | Загалом | Допрацездатний вік | Працездатний вік | Постпрацездатний вік |
| -------- | ------- | ------------------ | ---------------- | -------------------- |
| Чоловіки | 949     | 198                | 664              | 87                   |
| Жінки    | 1031    | 193                | 637              | 201                  |
| Разом    | 1980    | 391                | 1301             | 288                  |